# Seznam osobností vyznamenaných 28. října 2011
Seznam osobností, které prezident České republiky Václav Klaus vyznamenal státními vyznamenáními dne 28. října 2011.

## Řád Bílého lva
- brig. gen. v.v. Mikuláš Končický, řád vojenské skupiny za zvlášť vynikající zásluhy o obranu a bezpečnost státu a vynikající bojovou činnost
- plk. v.v. Jan Velík, řád vojenské skupiny za zvlášť vynikající zásluhy o obranu a bezpečnost státu a vynikající bojovou činnost
- plk. v.v. Václav Djačuk, řád vojenské skupiny za zvlášť vynikající zásluhy o obranu a bezpečnost státu

## Řád Tomáše Garrigua Masaryka
Všechna vyznamenání byla udělena za vynikající zásluhy o rozvoj demokracie, humanity a lidská práva:
- PhDr. Dagmar Lieblová, oběť nacistické genocidy Židů, jedna ze zakladatelek Mezinárodního sdružení Terezínská iniciativa
- Vladimír Lopaťuk, předseda Ústřední rady Svazu Pomocných technických praporů a Vojenských táborů nucených prací a předseda a zakladatel Konfederace vojenských táborů nucených prací střední a východní Evropy
- Karel Páral zakladatel a předseda Klubu K 231 a funkcionář Konfederace politických vězňů
- Anna Magdalena Schwarzová, řeholnice, aktivistka katolického disentu a Výboru na obranu nespravedlivě stíhaných
- Ladislav Suchomel, aktivista protikomunistického odboje a Konfederace politických vězňů
- Ing. František Suchý, zasloužil se o uchování záznamů o osudu řady nacisty popravených českých vlastenců, aktivista protikomunistického odboje
- Marie Škarecká, aktivistka podzemní církve, poskytovala úkryt pronásledovaným lidem prchajícím za hranice, spoluzakladatelka Konfederace politických vězňů

## Medaile Za hrdinství
- David Sukač (in memoriam), za záchranu lidského života s nasazením vlastního života

## Medaile Za zásluhy

### I. stupeň
- prof. PhDr. Petr Piťha, CSc., katolický kněz, matematický lingvistik, bohemista, pedagog a politik, za zásluhy o stát v oblasti vědy, výchovy a školství
- Jiří Raška, skokan na lyžích, za zásluhy o stát v oblasti sportu

### II.stupeň
- prof. MUDr. Jan Černý, CSc., kardiovaskulární a transplantační chirurg, za zásluhy o stát v oblasti vědy
- Ing. Zbyněk Frolík, zakladatel firmy LINET, za zásluhy o stát v oblasti hospodářské
- prof. PhDr. Martin Hilský, CSc., anglista a shakespearolog, za zásluhy o stát v oblasti kultury a školství
- prof. Dr. Jan Kruliš-Randa, studentský a exilový aktivista, vlastenec, manažer, vysokoškolský učitel, za zásluhy o stát v oblasti vědy, výchovy a školství
- Dr. Jiří Kukla, americký geolog a klimatolog českého původu, za zásluhy o stát v oblasti vědy
- Vladimír Renčín, humoristický kreslíř, karikaturista a ilustrátor, za zásluhy o stát v oblasti kultury a umění
- Jiří Srnec, zakladatel a dlouholetý ředitel Černého divadla, hudební skladatel, scénograf, režisér, herec a dramatik, za zásluhy o stát v oblasti kultury a umění
- Emil Viklický, jazzový klavírista a hudební skladatel, za zásluhy o stát v oblasti kultury a umění